# شازده کوچولو
شازده کوچولو یا شاهزاده کوچولو (به فرانسوی: Le Petit Prince) داستانی اثر آنتوان دو سنت اگزوپری است که نخستین بار در سپتامبر سال ۱۹۴۳ در نیویورک منتشر شد. در این داستان سنت اگزوپری به شیوه‌ای سوررئالیستی به بیان فلسفه خود از دوست داشتن و عشق و هستی می‌پردازد. طی این داستان سنت اگزوپری از دیدگاه یک کودک، که از سیارکی به نام «ب۶۱۲» آمده، پرسشگر سؤال‌های بسیاری از آدم‌ها و کارهایشان است.
این کتاب به بیش از ۲۸۰ زبان و گویش ترجمه شده و با فروش بیش از ۲۰۰ میلیون نسخه، یکی از پرفروش‌ترین کتاب‌های تاریخ محسوب می‌شود. کتاب شازده کوچولو «خوانده شده‌ترین» و «ترجمه شده‌ترین» کتاب فرانسوی‌زبان جهان است و به عنوان بهترین کتاب قرن ۲۰ در فرانسه انتخاب شده است. از این کتاب به‌طور متوسط سالی ۱ میلیون نسخه در جهان به فروش می‌رسد. این کتاب در سال ۲۰۰۷ نیز به عنوان کتاب سال فرانسه برگزیده شد.
به مناسبت هفتادمین سالگرد تولد این رمان کوتاه، در ماه مارس ۲۰۱۳ نسخه‌های جدیدی از آن، ازجمله یک نسخه با جلد مقوایی برای نوجوانان، دیگری به همراه سی دی کتاب گویای شازده کوچولو با صدای ویگو مورتنسن، هنرپیشه مجموعه ارباب حلقه‌ها و نسخه‌ای مصور به همراه نقاشی‌های ژوان سفار منتشر شد.

## پیش‌زمینه

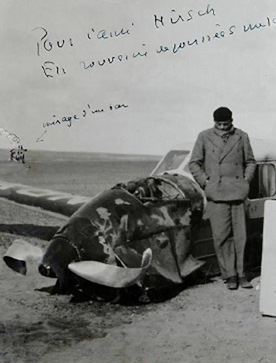
اگزوپری در کنار هواپیمای سقوط کرده خود در کویر آفریقا. نجات معجزه‌آسای اگزوپری الهام‌بخش او در نوشتن این داستان شد.

سال ۱۹۳۵، هواپیمای سنت اگزوپری، که برای شکستن رکورد پرواز بین پاریس و سایگون تلاش می‌کرد، در صحرای بزرگ آفریقا دچار نقص فنی شد و به ناچار در همان‌جا فرود آمد. همین سانحه دستمایه نگارش شازده کوچولو شد.

## خلاصه داستان
که در آن شخصیت قهرمان داستان، خلبانی بی‌نام، پس از فرود در کویر با پسر کوچکی آشنا می‌شود. پسرک به خلبان می‌گوید که از سیارکی دوردست می‌آید و آنقدر آنجا زندگی کرده که روزی تصمیم می‌گیرد برای اکتشاف سیاره‌های دیگر، دیار خود را ترک کند. او همچنین برای خلبان از گل رز محبوبش می‌گوید که دل در گرو عشق او دارد، از دیگر اخترک‌ها تعریف می‌کند و از روباهی که او را این‌جا، روی زمین ملاقات کرده است، می‌گوید. خلبان و شازده چاهی را می‌یابند که آن‌ها را از تشنگی نجات می‌دهد. او در طی داستان با ماری برخورد می‌کند که زبان رازآلودی دارد. در نهایت شازده کوچولو تصمیم می‌گیرد به سیارک خود بازگردد. در طول داستان، شازده کوچولو با شخصیت‌های عجیب و غریبی مانند پادشاه، مغرور، مست، تاجر، روشنایی‌بان و جغرافی‌دان روبرو می‌شود. هر کدام از این شخصیت‌ها نمادی از جنبه‌های مختلف دنیای بزرگسالان هستند و رفتارها و طرز تفکر آن‌ها به طعنه و کنایه مورد نقد قرار می‌گیرد. شازده کوچولو در سیاره زمین با گل سرخ مغروری آشنا می‌شود و دلباخته او می‌شود. اما غرور گل سرخ، شازده کوچولو را ناامید می‌کنند و او را به سفری پرفراز و نشیب در سیارات دیگر سوق می‌دهند. در نهایت، شازده کوچولو با روباهی دانا و پیر آشنا می‌شود که او را به راز مهمی در زندگی رهنمون می‌شود: «تنها با قلب می‌توان دید. آنچه به چشم دیده می‌شود، پوچ و ناچیز است.» شازده کوچولو با درک این راز، تصمیم می‌گیرد با ماری در صحرا ملاقات کند تا از طریق نیش مار به سیاره‌اش برگردد. پایان داستان شازده کوچولو مرگ نیست بلکه بازگشتی به خویشتن و به روح کودکانه‌اش است.

## ترجمه‌های فارسی
شازده کوچولو ترجمه‌های متعددی به زبان فارسی دارد. محمدجواد کمالی دربارهٔ ترجمه‌های فارسی شازده کوچولو در کتاب تاریخ ترجمهٔ ادبی از فرانسه به فارسی می‌نویسد:
«داستان زیبا و تفکربرانگیزی که از پرفروش‌ترین کتابها در سطح جهان و اثر برگزیدهٔ قرن بیستم در فرانسه است و پس از انجیل، بالاترین رکورد ترجمه به سایر زبانها را داراست، در ایران بارها از فرانسه یا انگلیسی کم و بیش با همین عنوان به فارسی ترجمه یا بازنویسی شده و همواره در ردیف کتاب‌های پرخواننده قرار داشته است.»
- محمد قاضی (۱۳۳۳)
- فریدون کار (۱۳۴۲)
- احمد شاملو (مسافر کوچولو ۱۳۶۳ - از چاپ سوم به بعد تحت عنوان شازده‌کوچولو)
- ابوالحسن نجفی (۱۳۷۹)
- عباس پژمان (۱۳۸۶)
- مصطفی رحمان‌دوست (۱۳۸۷)
- پرویز شهدی (۱۳۹۳)
- مهرداد ارغوانی (۱۳۹۵) چاپ شخصی
- علی شکرالهی (۱۳۹۵) شاهزاده کوچولو

## اقتباس
نمایشنامه‌ای به نام در جستجوی دوست بر اساس شازده کوچولو نوشته شده و در پاریس و تهران چاپ و بر صحنه رفته است. در سال ۱۳۹۴ به‌مناسبت بزرگداشت احمد کامیابی مسک این اثر به کارگردانی حمیدرضا زلقی در شهر اهواز به اجرا درآمد. نویسنده احمد کامیابی مسک می‌باشد.